# Dick Last
Pour les articles homonymes, voir Last.
Dick Last, né le 3 février 1969 à Munkedal (Suède), est un footballeur suédois, qui évolue au poste de gardien de but à IK Oddevold. Au cours de sa carrière il a également évolué à l'IFK Göteborg, l'IFK Norrköping, Örgryte IS et Vejle BK ainsi qu'en en équipe de Suède.
Last a connu une sélection avec l'équipe de Suède en 2002.

## Carrière
- 1986 : IK Oddevold
- 1987-1988 : IFK Göteborg
- 1989-1990 : IK Oddevold
- 1991-1995 : IFK Göteborg
- 1996-1997 : IFK Norrköping
- 1998-1999 : IFK Göteborg
- 1999-2000 : Vejle BK
- 2000-2008 : Örgryte IS
- 2011- : IK Oddevold

## Palmarès

### En équipe nationale
- 1 sélection et 0 but avec l'équipe de Suède en 2002.

### Avec l'IFK Göteborg
- Vainqueur du Championnat de Suède de football en 1994 et 1995.

### Avec Örgryte IS
- Vainqueur du Championnat de Suède de football D2 en 2008.
- Vainqueur de la Coupe de Suède de football en 2000.